# 政治行政学科
政治行政学科（せいじぎょうせいがっか）は、大学に置かれる学科の名称で、政治学や行政学を教育研究の対象として扱う。
政治行政学科を初めて設置した日本の大学は山梨学院大学法学部（2002年）であり、1991年より置かれていた行政学科の名称を変更したものである。次ぐ2016年の国士舘大学政経学部も学科の名称の変更として政治学科を廃止して置かれたものである。

## 政治行政学科を置く大学
- 国士舘大学政経学部
- 山梨学院大学法学部
- 大和大学政治経済学部